# LE-7火箭发动机

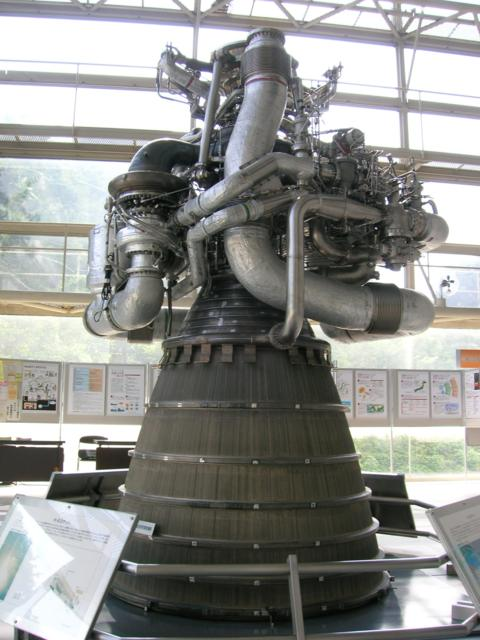
LE-7 (名古屋科技博物馆)

LE-7火箭发动机及其改进型LE-7A是日本为H2火箭系列制造的液態氢氧发动机。是第一种第一级主引擎。设计研发工作都在日本国内进行，由日本國家太空開發機構(NASDA)，航空宇宙技術研究所(NAL)，三菱重工和石川岛播磨重工业公司合力完成。NASDA和NAL已经合并为JAXA。设计主要由三菱重工完成，石川岛播磨提供涡轮泵。因为该发动机也称为“三菱重工 LE-7(A)”。
LE-7的设计初衷是为H2火箭研制一个不可重用的高效中等尺寸发动机。

## LE-7参数
- 工作循环: 分级燃烧循环
- 推进剂: 液氢/液氧
- 混合比(氧化剂：燃料): 5.90
- 推力：
  - 真空 = 1078 kN (242,300 lbs)
  - 海平面 = 843.5 kN (189,600 lbs)
- 比冲 (Isp)
  - 真空 = 446 秒
  - 海平面 = 349 秒
- 干重: 1714 kg (3778 lbs)
- 高度: 3.4 m
- 节流能力: 无
- 推重比: 64.13
- 喷管面积比: 52:1
- 燃烧室压: 12.7 MPa (1842 PSI)
- 液氢涡轮泵转速: 42,200 rpm
- 液氧涡轮泵转速: 18,100 rpm

## LE-7故障
故障出现在H2火箭第八次飞行，燃料涡轮泵的叶轮（增加进口压力的轴流泵，用来防止空穴）本身就会产生空穴，导致震荡。事后分析事故火箭的残骸表明，发动机故障的原因正是震荡引起的金属疲劳。

## LE-7A

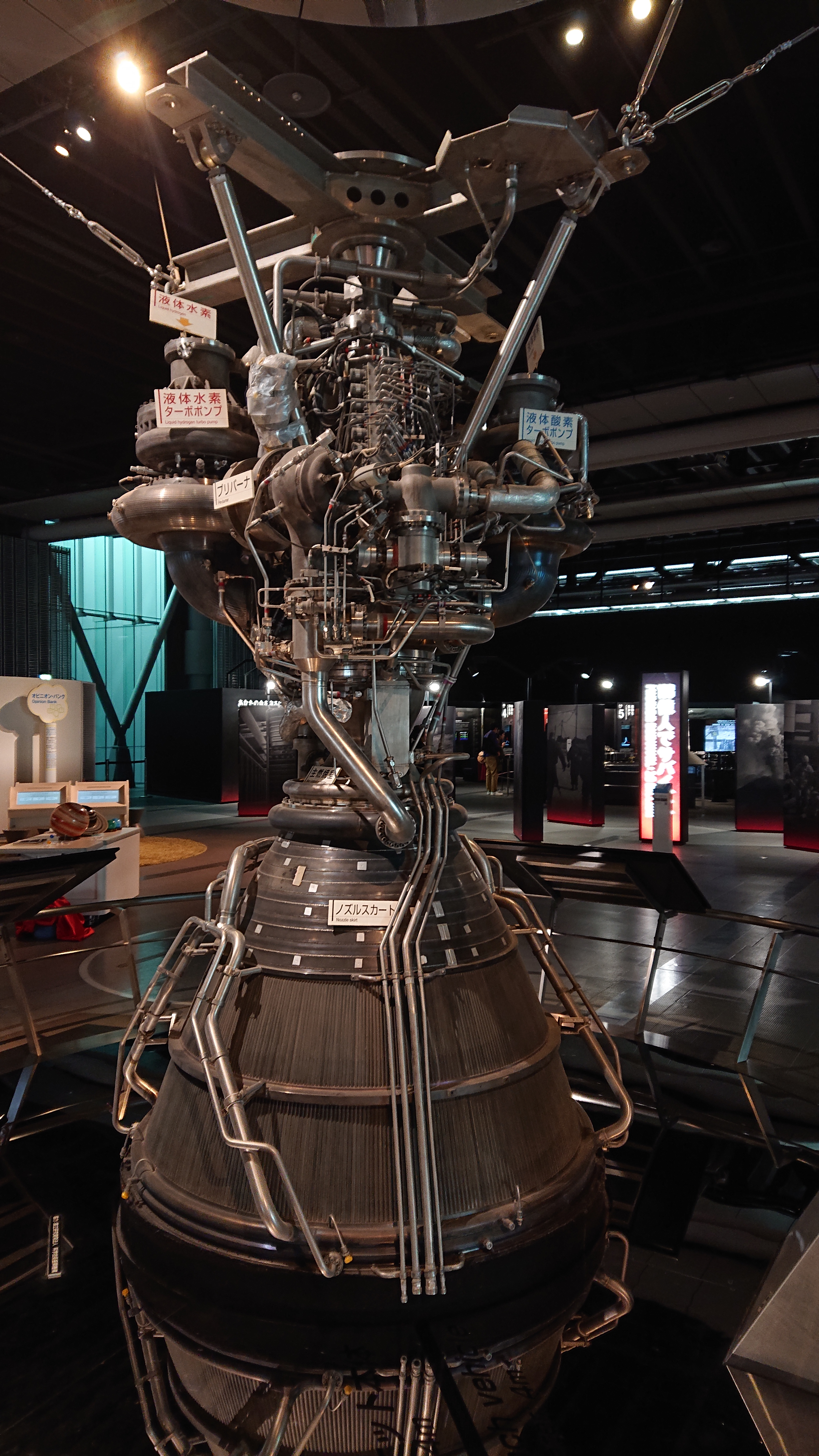
日本科学未来馆展示的LE-7A发动机

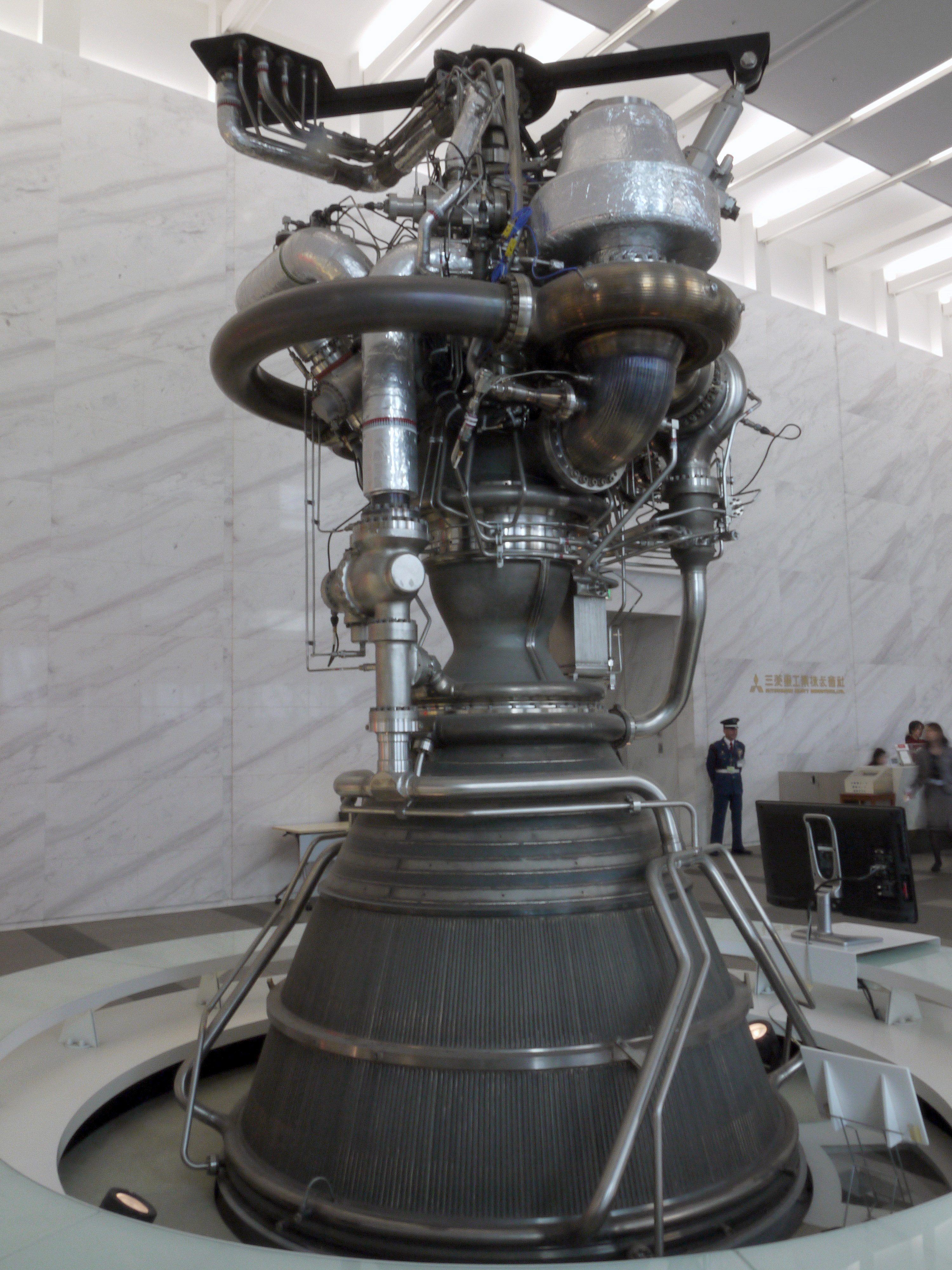
LE-7A

LE-7A是LE-7的改进型，没有改变原有的基础设计。但7A在降低成本，增加可靠性和改善性能上有所增强。7A是随着H-IIA火箭的诞生而设计的。 

### 改进
7A减少了焊接部件，而更多采用铸造部件。其成果的管道部分更坚固。燃料叶轮也被重新设计以应对可能出现的问题。氧化剂叶轮也被重新设计，更多是改进原有设计在低压进口时的低吸入性能，而非出于稳定性考虑。燃料涡轮泵的耐久性得到加强。对燃烧室/喷注器集成也进行一系列小改动，如减少喷注器组件数量，减小加工复杂度（成本），提高可靠性。所有的改进导致比冲下降到440秒，但成本下降，可靠性增强。

### 新喷管设计
新版本火箭发动机另有一种附加在原有短喷管上的喷管延伸部的设计，用以提高性能。但装上喷管延伸部后，发动机遇到新的边缘过载问题，喷管不规则受热。这些问题严重到能在启动和停车时损伤再生冷却管道和万向节传动机。设计人员运用计算流动动力学(CFD)模拟并解决了这个问题，从而设计出新的长喷管，使用整体再生冷却。新喷管使用前，H-IIA已使用短喷管飞行了数次。

### LE-7A参数
- 工作循环：分级燃烧循环
- 推进剂: 液氢/液氧
- 混合比(氧化剂：燃料): 5.90
- 推力（真空）：
  - 短喷管 = 1074 kN (241,000 lbs)
  - 长喷管 = 1098 kN (247,000 lbs)
- 推力（海平面）：
  - 短喷管 = ?
  - 长喷管 = 870 kN (195,600 lbs)
- 比冲（真空）：
  - 短喷管 = 429 秒
  - 长喷管 = 440 秒
- 比冲（海平面）：
  - 短喷管 = ?
  - 长喷管 = 338 秒
- 干重: 1800 kg (3900 lbs)
- 高度:
  - 短喷管 = 3.2 m
  - 长喷管 = 3.7 m
- 节流能力: 72-100%
- 推重比: 65.9
- 喷管面积比: 51.9:1
- 燃烧室压: 12.0 MPa (1740 PSI)
- 液氢涡轮泵转速: 41,900 rpm
- 液氧涡轮泵转速: 18,300 rpm